# BBC Local Radio
BBC Local Radio ist die Bezeichnung für 40 regionale Hörfunkprogramme der britischen Rundfunkanstalt BBC, die für England und die Kanalinseln ausgestrahlt
werden. Zielgruppe sind vorwiegend ältere Bürger; mehr als die Hälfte der Hörer sind über 55 Jahre alt.
Einige Programme werden nur für eine größere Stadt und die nähere Umgebung produziert (BBC Radio London, BBC Radio Manchester), andere dagegen für eine ganze Region, wie etwa BBC Radio WM für die West Midlands. 
Für die Landesteile des Vereinigten Königreichs außerhalb Englands gibt es jeweils eigene Programme, die dort flächendeckend ausgestrahlt werden:
- BBC Radio Wales
- BBC Radio Cymru (auf Walisisch)
- BBC Radio Scotland
- BBC Radio nan Gaidheal (auf Schottisch-Gälisch)
- BBC Radio Ulster
- BBC Radio Foyle (eine Radiostation, die nur einen Regionalausstieg von BBC Radio Ulster bildet)

## Programm
Gesendet werden vorwiegend Wortprogramme, überwiegend Nachrichten über die jeweilige Gegend, am Wochenende vor allem Sportreportagen, außerdem Unterhaltungsmusik. Ab Mitternacht Ortszeit wird das Nachtprogramm von BBC Radio 5 Live übernommen. Der Wortanteil am Programm hat über die Jahre stetig zugenommen: Zu Anfang lag er bei 55 Prozent, mittlerweile liegt er bei drei Viertel; morgens und nachmittags bringen viele Programme ein reines Wortprogramm.

## Geschichte
Die Lokalradios der BBC gingen in den 1960er und 1970er Jahren nach und nach auf Sendung. Das erste Local Radio war BBC Radio Leicester; es begann seinen Betrieb am 8. November 1967. Im selben Monat folgten BBC Radio Sheffield und BBC Radio Merseyside.
Derzeit gibt es folgende Stationen (in der Reihenfolge des Erstausstrahlungsdatums, soweit es zu ermitteln war):
- BBC Radio Leicester, BBC Radio Sheffield und BBC Radio Merseyside (November 1967)
- BBC Radio Nottingham und BBC Sussex (Januar 1968)
- BBC Radio Stoke (März 1968); BBC Radio Leeds (Juni 1968)
- BBC Radio Bristol und BBC Radio Manchester (September 1970)
- BBC London, BBC WM  und BBC Oxford (Oktober 1970)
- BBC Radio Kent, BBC Radio Solent und BBC Radio Cleveland (Dezember 1970)
- BBC Newcastle, BBC Radio Lancashire und BBC Radio Humberside (Januar 1971)
- BBC Radio Derby (April 1971)
- BBC Radio Cumbria (November 1975)
- BBC Radio Norfolk (September 1980)
- BBC Lincolnshire (November 1980)
- BBC Guernsey und BBC Radio Jersey (März 1982)
- BBC Radio Cambridgeshire (Mai 1982)
- BBC Radio Northampton (Juni 1982)
- BBC Radio Devon und BBC Radio Cornwall (Januar 1983)
- BBC Radio York (Juli 1983)
- BBC Radio Shropshire (April 1985)
- BBC Radio Bedfordshire (Juni 1985)
- BBC Essex (November 1986)
- weitere: BBC Tees, BBC Radio Leicester, BBC Coventry & Warwickshire, BBC Hereford & Worcester, BBC Three Counties Radio, BBC Radio Suffolk, BBC Surrey, BBC Radio Berkshire, BBC Radio Gloucestershire, BBC Wiltshire und BBC Somerset

Die Gründung dieser neuen Programme erfolgte im Wettbewerb mit dem Aufbau privater Programme. Die ersten Independent Local Radios waren im Oktober 1973 die Stationen LBC und Capital; Clyde folgte im Dezember desselben Jahres.
In jüngerer Zeit hat der Druck auf die Lokalprogramme, Sendungen untereinander auszutauschen oder gemeinsam zu produzieren, zugenommen. Bereits im Jahr 2010 haben sich fünf Programme zeitweise zusammengeschaltet: BBC Radio Leeds, BBC Radio York und BBC Radio Sheffield sowie BBC Radio Kent, BBC Sussex und BBC Surrey produzieren jeweils eine gemeinsame Nachmittagssendung bzw. eine Sendung am frühen Abend, um mehr Mittel für das Morgenprogramm zur Verfügung zu haben. Alles in allem sollen 15 Prozent des Budgets für alle Lokalradios zusammengenommen eingespart werden, was einem Umfang von 15 Millionen Pfund entspräche. Die Sparvorschläge von BBC-Generaldirektor Mark Thompson, die mit einem erheblichen Arbeitsplatzabbau einhergehen, sind politisch sehr umstritten. Der BBC Trust hat noch nicht abschließend über die Sparmaßnahmen beraten.
Die Lokalprogramme werden derzeit von 7,22 Millionen Hörern je Woche gehört (Zahlen für das zweite Quartal 2011), was einen leichten Anstieg im Vergleich zum Vorjahr bedeutet (6,84 Millionen Hörer). Zehn Jahre zuvor lag die Reichweite noch bei 8,29 Millionen Hörern je Woche. Die meisten Hörer haben BBC Radio London, BBC Radio Merseyside, BBC Essex, BBC Radio Solent und  BBC Radio Newcastle.